# Кондо, Масако
Масако Кондо (яп. 近藤雅子, англ. Masako Kondo; р. 27 марта 1941, Яме, префектура Фукуока, Япония) — японская волейболистка, нападающая. Чемпионка летних Олимпийских игр 1964 года.

## Биография
Волейболом Масако Кондо начала заниматься в средней школе города Яме (префектура Фукуока), после окончания которой была принята в команду «Курабо» из города Курасики префектуры Окаяма, за которую выступала до окончания спортивной карьеры.
В 1962 году Кондо в составе сборной Японии приняла участие в Азиатских играх в соревнованиях сразу по двум разновидностям волейбола — классической (6х6) и азиатской (9х9) и в обоих турнирах стала обладательницей золотых медалей. Через два года вошла в национальную команду на дебютной для волейбола Олимпиаде, проходившей в Токио и вновь выиграла высшую награду. При этом в составе сборной Кондо была лишь одной из двух волейболисток не из ведущей команды страны «Нитибо» (кроме неё ещё Аяно Сибуки). В конце 1964 года завершила игровую карьеру, как и большинство волейболисток сборной страны.

### Клубная карьера
- …—1959 —  «Яме Скул» (Яме);
- 1959—1964 —  «Курабо» (Курасики).

## Достижения

### Клубные
- двукратный серебряный призёр чемпионатов Японии — 1960, 1964.

### Со сборной Японии
- Олимпийская чемпионка 1964.
- двукратная чемпионка Азиатских игр 1962 (по классическому и азиатскому волейболу).